# Amanda Dudamel
Amanda Dudamel Newman (Mérida, 19 de outubro de 1999) é uma modelo e rainha da beleza venezuelana, vencedora do concurso Miss Venezuela 2021. Ela representou a Venezuela no Miss Universo 2022, onde ficou em 2° lugar.

## Biografia
Dudamel nasceu em Mérida, Venezuela. Ela é filha do ex-jogador de futebol venezuelano Rafael Dudamel, nascido em San Felipe, na Venezuela, e Nahir Newman Torres, corretor de imóveis venezuelano, nascido em Mérida, Venezuela.
Devido ao trabalho de seus pais, durante sua infância e adolescência morou em vários países, como Colômbia, Chile e África do Sul, onde aprendeu a falar inglês.
Dudamel estudou sua carreira profissional em design de moda na cidade de Roma, Itália, onde morou por vários anos e aprendeu a falar italiano, um dos três idiomas que fala (além de inglês e espanhol).
No final do Miss Venezuela 2021, realizado em 28 de outubro de 2021, Dudamel foi coroada Miss Venezuela 2021.
Em 14 de janeiro de 2023 ela representou a Venezuela no Miss Universo 2022, onde consagrou-se como vice-campeã, atrás apenas de R'bonney Gabriel, representante dos Estados Unidos e vencedora da competição